# Jiří Koudela
Jiří Koudela es un deportista checoslovaco que compitió en piragüismo en la modalidad de eslalon. Ganó tres medallas en el Campeonato Mundial de Piragüismo en Eslalon, en los años 1969 y 1971.

## Palmarés internacional
| Campeonato Mundial | Campeonato Mundial            | Campeonato Mundial | Campeonato Mundial   |
| Año                | Lugar                         | Medalla            | Competición          |
| ------------------ | ----------------------------- | ------------------ | -------------------- |
| 1969               | Bourg-Saint-Maurice (Francia) | Medalla de oro     | C2 mixto por equipos |
| 1969               | Bourg-Saint-Maurice (Francia) | Medalla de bronce  | C2 mixto             |
| 1971               | Merano (Italia)               | Medalla de oro     | C2 mixto             |